# Trochomorpha carolinae
Trochomorpha carolinae é uma espécie de gastrópode  da família Zonitidae.
É endémica da Micronésia.